# HMS Anson (1940)
HMS Anson (79) (Корабль Его Величества «Ансон») — британский линкор типа «Кинг Джордж V». Назван в честь адмирала Джорджа Ансона. Построен на верфи компании Swan Hunter, спущен на воду 24 февраля 1940 года. Вступил в строй 22 июня 1942 года. Окончание строительства было отсрочено из-за установки радиолокационной станции управления огнём и дополнительного зенитного вооружения. Линкор должен был называться «Джеллико» в честь адмирала, командовавшего Гранд-флитом во время Ютландского сражения, однако в феврале 1940 был переименован в «Ансон».
«Ансон» вошёл в состав Королевского флота во время Второй мировой войны и к декабрю 1943 года принял участие в прикрытии девяти арктических конвоев. В июле 1943 года линкор участвовал в операции по отвлечению внимания противника от высадки союзников на Сицилии. В феврале 1944 года «Ансон» обеспечивал прикрытие надводных сил во время проведения операции «Тангстен» — атаки британской палубной авиацией немецкого линкора «Тирпиц».
15 августа 1945 года «Ансон» присутствовал в Гонконге во время сдачи находившихся там японских войск. 2 сентября того же года среди прочих кораблей союзников находился в Токийском заливе во время подписания Акта о капитуляции Японии.
После окончания войны «Ансон» стал флагманским кораблём 1-й эскадры линейных кораблей Тихоокеанского флота Великобритании.
29 июля 1946 года «Ансон» вернулся в британские воды, проведя следующие три года в качестве учебного корабля. В ноябре 1949 года линкор был выведен в резерв и законсервирован, после чего восемь лет находился на хранении. 17 декабря 1957 года корабль был продан для разборки на металл.

## История службы
После ввода в строй в 1942 году «Ансон» действовал в Северном Ледовитом океане в составе сил прикрытия арктических конвоев. Так, 12 сентября 1942 года «Ансон» вместе с однотипным линкором «Дюк оф Йорк», лёгким крейсером «Ямайка» и эсминцами «Кеппель», «Макей», «Монтроуз» и «Брэмхэм» осуществлял дальнее прикрытие обратного конвоя QP-14. 29 декабря того же года «Ансон» входил в состав сил дальнего прикрытия конвоя JW 51B наряду с тяжёлым крейсером «Камберленд» и эсминцами «Форестер», «Икарус» и «Импалсив». С 23 по 24 января 1943 года «Ансон» входил в состав сил дальнего прикрытия конвоя JW 52 наряду с лёгким крейсером «Шеффилд», эсминцами «Эко», «Иклипс», «Фолкнор», «Инглфилд», «Монтроуз», «Куинборо», «Рейдер» и польским эсминцем «Оркан». Позднее «Ансон» находился в составе сил дальнего прикрытия конвоя RA 52, вышедшего в море 29 января 1943 года. Помимо «Ансона» дальнее прикрытие конвоя обеспечивали лёгкий крейсер «Шеффилд», эсминцы «Инглфилд», «Ориби», «Обидиент» и польский эсминец «Оркан».

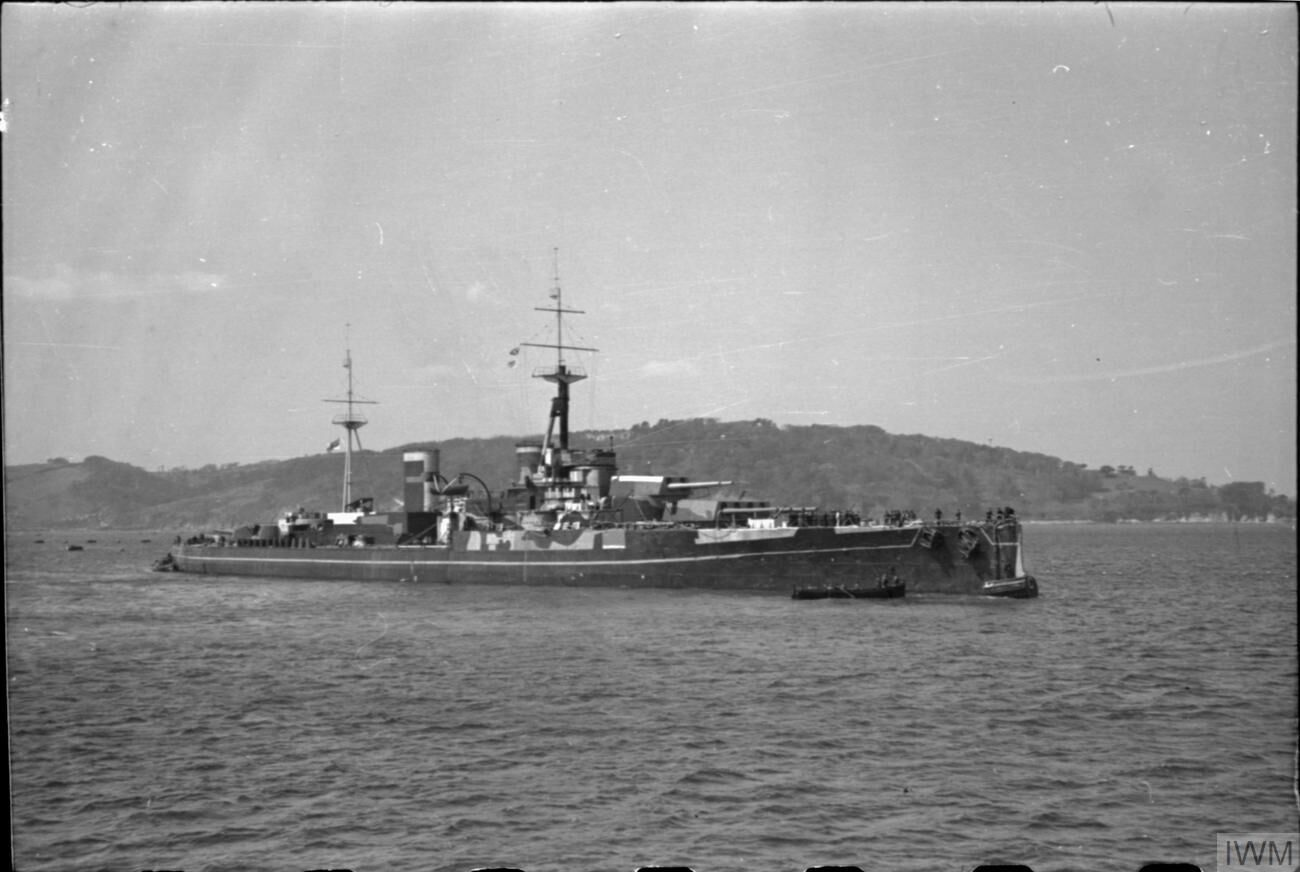
«Центурион», замаскированный «под „Ансон“»

В июне 1942 года устаревший дредноут «Центурион» был грубо замаскирован «под „Ансон“» и в таком виде использован во время проведения очередного конвоя на Мальту.
В июле 1943 года линкор участвовал у берегов Норвегии в операции по отвлечению внимания противника от высадки союзников на Сицилии. В октябре того же года «Ансон» совместно с однотипным линкором «Дюк оф Йорк», крейсерами, эсминцами и американским авианосцем «Рейнджер» участвовал в действиях против немецкого судоходства у берегов Норвегии (операция «Лидер»). В феврале 1944 года «Ансон» совместно с французским ликором «Ришельё», крейсерами и эсминцами прикрывал авианосец «Фьюриес», самолёты которого нанесли удар по целям в Норвегии (операция «Бейлиф»). 3 апреля «Ансон» участвовал в операции «Тангстен» (успешном ударе палубной авиации по линкору «Тирпиц»), будучи флагманским кораблём вице-адмирала Генри Мура.

### Послевоенный период
После войны «Ансон» стал флагманом 1-й эскадры линейных кораблей британского Тихоокеанского Флота и участвовал в повторном занятии Гонконга. После непродолжительного ремонта «Ансон» совершил поход из Сиднея в Хобарт в феврале 1946, чтобы перевезти герцога и герцогиню Глостер в Сидней.
«Ансон» вернулся в британские воды 29 июля 1946 г. и после краткосрочного ремонта вернулся к обязанностям мирного времени. В ноябре 1949 Ансон был выведен в резерв и в 1951 отбуксирован во фьорд Гэр-Лох. 17 декабря 1957 линкор был продан фирме Shipbreaking Industries для утилизации.